# Codru-Stimold Kiszyniów
Codru-Stimold Kiszyniów (rum. Fotbal Club Codru-Stimold Chișinău) – mołdawski klub piłkarski z siedzibą w Kiszyniowie, stolicy Mołdawii.

## Historia
Chronologia nazw:
- 19??—1996: MIF Kiszyniów
- 1996—1997: Stimold-MIF Kiszyniów
- 1997—1998: Stimold Kiszyniów
- 1998—1999: Codru-Stimold Kiszyniów

Drużyna piłkarska Stimold-MIF Kiszyniów została założona w mieście Kiszyniów w 1996 w wyniku fuzji klubu MIF Kiszyniów, występującego w Divizia A oraz klubu Stimold Kiszyniów, który akurat awansował z Divizia B. W sezonie 1996/1997 zajął 4. miejsce i w barażach zdobył awans do Divizia Națională. Latem 1997 skrócił nazwę na Stimold Kiszyniów i debiutował w Divizia Națională, w której zajął przedostatnie 13. miejsce i spadł z powrotem do Divizia A. Po sezonie 1998/99, w którym zespół pod nazwą Codru-Stimold Kiszyniów występował w Divizia A, firma "Stimold" opuściła klub i rozpoczęła sponsorować Dinamo Bendery. Bez finansowego wsparcia, Codru przed startem nowego sezonu wycofał się z rozgrywek i został rozwiązany.

## Sukcesy
- 13. miejsce w Divizia Națională: 1997/1998
- 4. miejsce w Divizia A: 1996/97
- ćwierćfinalista Pucharu Mołdawii: 1997/98